# Tannodia
Tannodia es un género perteneciente a la familia de las euforbiáceas con diez especies de plantas.

## Taxonomía
El género fue descrito por Henri Ernest Baillon y publicado en Adansonia 1: 251. 1861. La especie tipo es: Tannodia cordifolia (Baill.) Baill.	

## Especies aceptadas
A continuación se brinda un listado de las especies del género Tannodia aceptadas hasta octubre de 2012, ordenadas alfabéticamente. Para cada una se indica el nombre binomial seguido del autor, abreviado según las convenciones y usos.
- Tannodia congolensis J.Léonard
- Tannodia cordifolia (Baill.) Baill.
- Tannodia grandiflora Radcl.-Sm.
- Tannodia nitida Radcl.-Sm.
- Tannodia obovata Radcl.-Sm.
- Tannodia pennivenia Radcl.-Sm.
- Tannodia perrieri (Leandri) Radcl.-Sm.
- Tannodia swynnertonii (S.Moore) Prain
- Tannodia tenuifolia (Pax) Prain